# Chipping Sodbury
Chipping Sodbury è un villaggio di 5 066 abitanti del Gloucestershire, in Inghilterra.